# Гребнево (Московская область)
Гребнево — деревня в городском округе Щёлково Московской области России.

## Население
| 1859 | 1869 | 1926 | 2002 | 2006  | 2010  |
| ---- | ---- | ---- | ---- | ----- | ----- |
| 50   | ↘42  | ↗231 | ↗316 | ↗1161 | ↗1484 |

## География
Деревня Гребнево расположена на северо-востоке Московской области, в юго-западной части Щёлковского района, на Фряновском шоссе Р110, примерно в 21 км к северо-востоку от Московской кольцевой автодороги и 7 км к северо-востоку от одноимённой железнодорожной станции города Щёлково (по дорогам — около 10 км), по левому берегу реки Любосеевки бассейна Клязьмы.
В 5 км южнее деревни проходит Щёлковское шоссе А103, в 11 км к северо-востоку — Московское малое кольцо А107, в 13 км к западу — Ярославское шоссе М8. Ближайшие сельские населённые пункты — деревни Новая Слобода, Ново и Новофрязино.
В деревне 10 улиц — Берёзовая, Дачная, Детская, Лесная, Лучистая, Любосеевская, Мещанская, Родниковая, Сиреневая и Фабричная; приписаны территории Гребневского питомника и Гребневского лесничества, а также 2 садоводческих товарищества (СНТ).
Связана автобусным сообщением с городами Москвой, Щёлково, Фрязино и рабочим посёлком Фряново (маршруты № 20, 29, 33, 35, 37, 39, 335).

## История
В 1585 году село Гребнево Бохова стана Московского уезда с деревянной церковью во имя Николая Чудотворца было вотчиной Богдана Яковлевича Бельского, а до него принадлежало Василию Фёдоровичу Воронцову.
В 1623 году — «вотчина боярина князя Дмитрия Тимофеевича Трубецкого по жалованной грамоте 7131 (1623) г., что было преж сего за боярынею Марьею Воронцовою…», после смерти которого с 1635 года селом владела вдова княгиня Анна Васильевна.
В дальнейшем владельцами села были двоюродный брат князя Трубецкого — князь Алексей Никитич Трубецкой; князь Юрий Петрович Трубецкой (1663); князь Иван Юрьевич Трубецкой (1697); его дочь — графиня Анастасия Ивановна Гессен-Гомбургская (1749); жена князя Никиты Юрьевича Трубецкого — княгиня Анна Даниловна по разделу с её детьми и пасынками (1772); Татьяна Яковлевна Бибикова (1781); княгиня Анна Александровна Голицына (1814).
В 1678 году в селе находились боярский двор, конюшенный, скотный и задорный дворы, 7 дворов конюхов (13 человек), 6 крестьянских и 4 бобыльских двора (39 человек).
В середине XIX века погост Гребнево с двумя церквями относился ко 2-му стану Богородского уезда Московской губернии.
В «Списке населённых мест» 1862 года — владельческое сельцо 2-го стана Богородского уезда Московской губернии по левую сторону Стромынского тракта (из Москвы в Киржач), в 27 верстах от уездного города и 6 верстах от становой квартиры, при реке Любосеевке, с одним двором, двумя православными церквями и 50 жителями (24 мужчины, 26 женщин).
По данным на 1869 год — село Гребневской волости 3-го стана Богородского уезда с 11 дворами, 10 деревянными домами и 42 жителями (19 мужчин, 23 женщины), из которых 24 грамотных. В селе каменная церковь Гребеневской Божией Матери (1786 г.) с приделами Святого Сергия и Святого Феодора Стратилата и каменная церковь Святого Николая (1823 г.) с хранящейся в ней старинной иконой Владимирской Божией Матери. Работали лечебница, школа, бумаго-ткацкое заведение и лавка. Имелось 3 лошади, 4 единицы рогатого и 3 единицы мелкого скота.
В 1913 году — 26 дворов, 2-классная церковно-приходская школа, земская больница, квартира пристава и конно-полицейской стражи и казённая винная лавка.
По материалам Всесоюзной переписи населения 1926 года — центр Гребневского сельсовета Щёлковской волости Московского уезда в 2 км от Стромынского шоссе и 9 км от станции Щёлково Северной железной дороги, проживал 231 житель (101 мужчина, 130 женщин), насчитывалось 27 хозяйств (24 крестьянских), имелись школа 1-й ступени и амбулатория.
С 1929 года — населённый пункт Московской области.
1994—2006 гг. — административный центр Гребневского сельского округа Щёлковского района; с 2006 года — административный центр сельского поселения Гребневское Щёлковского муниципального района.
Постановлением Губернатора Московской области от 5 мая 2004 года № 79-ПГ «Об объединении некоторых поселений Щёлковского района Московской области» в состав деревни была включена территория посёлка фирмы «Луч» Гребневского сельского округа.
До 9 января 2019 года была административным центром сельского поселения Гребневское в Щёлковском муниципальном районе.
До 2019 года входила в состав Щёлковского района.

## Русская православная церковь
- Церковь Иконы Божией Матери Гребневская

Храм сооружен в 1786-1791 годах. Служит летним храмом прихода. Не закрывался.
- Церковь Николая Чудотворца

Кирпичная церковь. Сооружена в 1817-1823 годах. Служит зимним храмом прихода. Не закрывалась.

## Достопримечательности

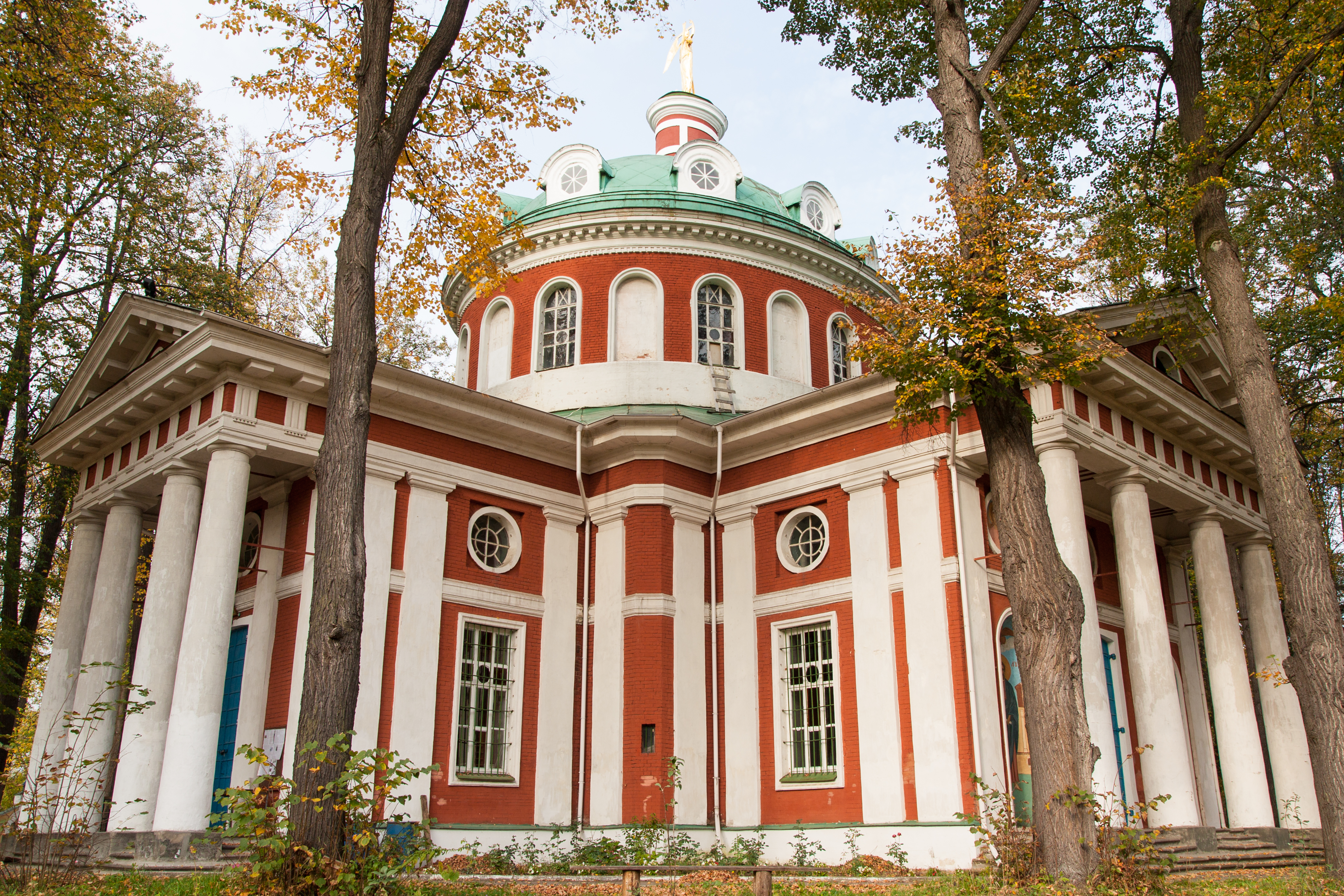
Церковь иконы Божией Матери в селе Гребнево

- Усадьба «Гребнево» — обширный архитектурно-парковый ансамбль, включающий башню ограды, главные ворота (парадные), двое ворот хозяйственного двора, главный дом-дворец, два дома причта, конный двор (каретный сарай), ограду, ограду храмового комплекса с двумя воротами, парк с прудами, скотный двор с флигелем, восточный и западный флигели, два служебных здания (флигель у парадных ворот (восточный)), церковь иконы Божией Матери («Гребневская»), церковь Николая Чудотворца, часовню в ограде, флигель у парадных ворот (западный), храмовый комплекс, северный и южный дома притча. Памятник архитектуры федерального значения[20].